# Gluconate de fer(II)
Le gluconate ferreux ou gluconate de fer(II) est un additif alimentaire (E579) ayant la fonction de séquestrant — stabilisant naturel ou synthétique —, de colorant alimentaire et de complément alimentaire.
- Origine : sel de fer de l'acide gluconique, E574.
- Fonctions : colorant et complément de fer.
- Aliments où il est présent : olives et compléments alimentaires.
- Apports journaliers recommandés : pas plus de 0,8 mg/kg de masse corporelle.
- Pourrait être toxique à doses excessives et jaunir les dents par effet chronique.

Il est listé par le codex Alimentarius dans trois classes fonctionnelles : régulateur alimentaire de pH, fixateur de colorant et comme conservateur alimentaire.
Il est notamment utilisé pour teindre les olives vertes en noir.